# Niedergasse 39 (Stolberg)

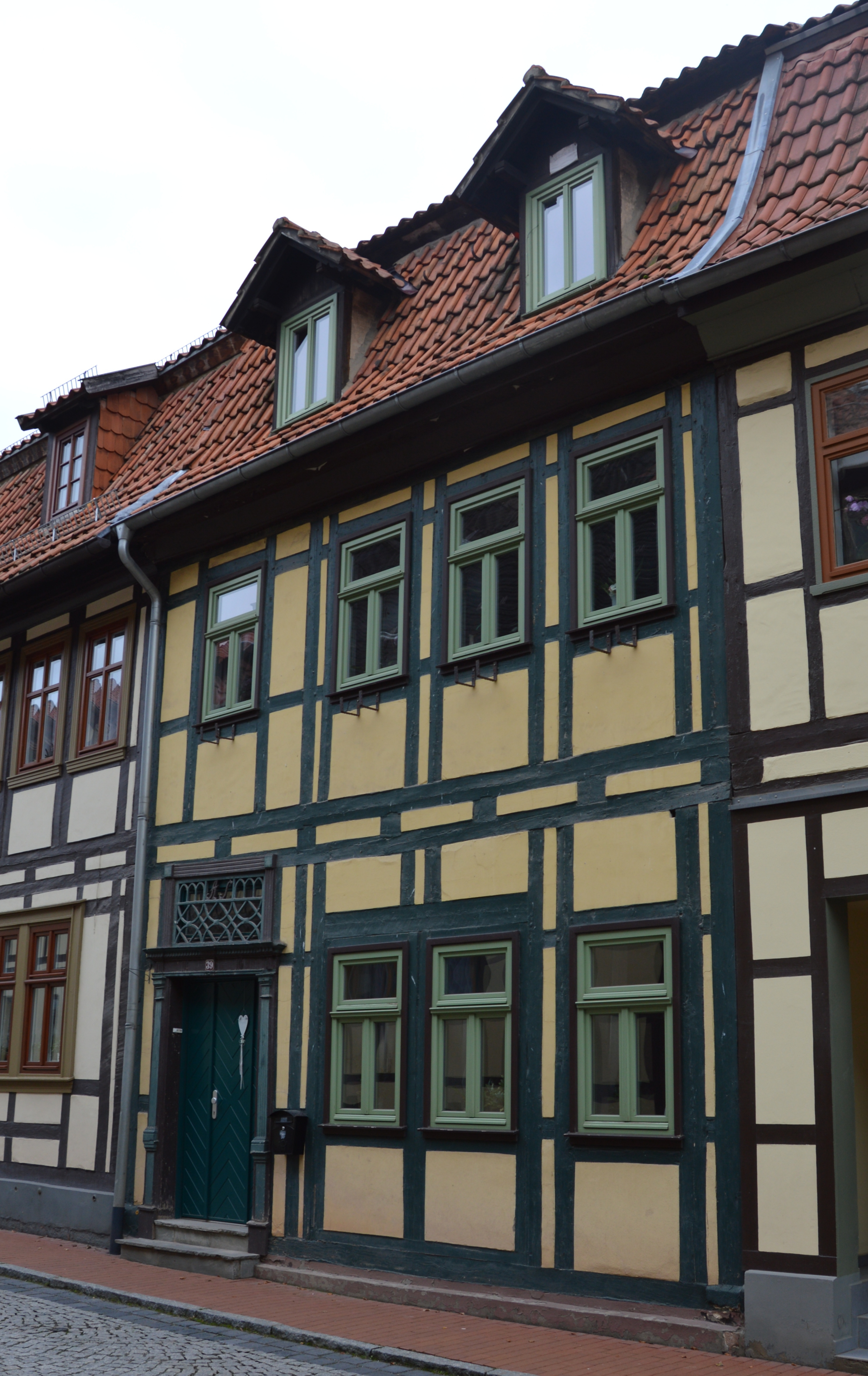
Haus Niedergasse 39

Das Haus Niedergasse 39 ist ein denkmalgeschütztes Wohnhaus in Stolberg (Harz) in der Gemeinde Südharz in Sachsen-Anhalt.

## Lage
Es befindet sich im mittleren Teil der Niedergasse auf ihrer östlichen Seite in der Altstadt von Stolberg. Unmittelbar nördlich grenzt das gleichfalls denkmalgeschützte Haus Niedergasse 37 an.

## Architektur und Geschichte
Das zweigeschossige Fachwerkhaus ist schlicht gestaltet und entspricht in der Höhe der Traufe und des Stockwerks den Maßen der benachbarten Gebäude. Die Fassade wird durch die Fachwerkelemente aus Riegeln und Ständern geprägt, in die die Fenster eingefügt sind. Bedeckt ist der Bau mit einem Mansarddach. Bemerkenswert ist das Oberlicht der an der linken Gebäudekante eingefügten Haustür. Es ist mit einem feinen, ornamental gestalteten Holzgitter versehen, in das die Initialen des Bauherrn eingearbeitet sind.
Im örtlichen Denkmalverzeichnis ist das Wohnhaus seit dem 30. August 2000 unter der Erfassungsnummer 094 30270 als Baudenkmal verzeichnet. Der Wohnhaus gilt als kulturell-künstlerisch sowie städtebaulich bedeutsam.